# Semiotus
Semiotus là một chi bọ cánh cứng trong họ 
Elateridae.
Chi này được miêu tả khoa học năm 1829 bởi Eschscholtz.

## Các loài
Các loài trong chi này gồm:
- Semiotus acutus Candèze, 1874
- Semiotus aeneovittatus Kirsch, 1884
- Semiotus aliciae Wells, 2007
- Semiotus alternatus Schwarz, 1904
- Semiotus angulatus Drury, 1782
- Semiotus angusticollis Blanchard, 1843
- Semiotus angustus Wells, 2007
- Semiotus antennatus Schwarz, 1900
- Semiotus anthracinus Szombathy, 1909
- Semiotus approximatus Candèze, 1857
- Semiotus auripilis Candèze, 1874
- Semiotus badeni Steinheil, 1875
- Semiotus bifasciatus Schwarz, 1902
- Semiotus bispinus Candèze, 1874
- Semiotus boliviensis Candèze, 1897
- Semiotus borrei Candèze, 1878
- Semiotus brevicollis Candèze, 1857
- Semiotus buckleyi Candèze, 1874
- Semiotus candezei Kirsch, 1866
- Semiotus capucinus Candèze, 1857
- Semiotus caracasanus Rojas, 1855
- Semiotus carinicollis Kirsch, 1884
- Semiotus carus Janson, 1882
- Semiotus catei Wells, 2007
- Semiotus chassaini Wells, 2007
- Semiotus chontalenus Candèze, 1874
- Semiotus clarki Wells, 2007
- Semiotus colombianus Wells, 2007
- Semiotus conicicollis Candèze, 1857
- Semiotus convacus Aranda, 2004
- Semiotus convexicollis Blanchard, 1843
- Semiotus cristatus Candèze, 1874
- Semiotus cuspidatus (Chevrolat, 1833)
- Semiotus cuspidatus Chevrolat, 1833
- Semiotus cyrtomaris Wells, 2007
- Semiotus decoratus Candèze, 1857
- Semiotus diptychus Candèze, 1874
- Semiotus distinctus Herbst, 1806
- Semiotus dohrni Candèze, 1889
- Semiotus elegantulus Candèze, 1857
- Semiotus exsolutus Candèze, 1857
- Semiotus fascicularis Candèze, 1857
- Semiotus flavangulus Candèze, 1900
- Semiotus fleutiauxi Szombathy, 1909
- Semiotus formosus Janson, 1882
- Semiotus fryi Candèze, 1874
- Semiotus fulvicollis Blanchard, 1843
- Semiotus furcatus (Fabricius, 1792)
- Semiotus fusciformis Kirsch, 1866
- Semiotus germari Guerin, 1844
- Semiotus gibbosus Wells, 2007
- Semiotus girardi Chassain, 2002
- Semiotus glabricollis Candèze, 1857
- Semiotus hispidus Candèze, 1889
- Semiotus horvathi Szombathy, 1909
- Semiotus illigeri Guerin, 1844
- Semiotus illustris Candèze, 1857
- Semiotus imperialis Guerin, 1844
- Semiotus insignis Candèze, 1857
- Semiotus intermedius Herbst, 1806
- Semiotus jansoni Candèze, 1874
- Semiotus juvenilis Candèze, 1874
- Semiotus kathleenae Wells, 2007
- Semiotus kondratieffi Wells, 2007
- Semiotus lacrimiformis Wells, 2007
- Semiotus langei Schwarz, 1902
- Semiotus ligatus Candèze, 1889
- Semiotus ligneus (Linnaeus, 1767)
- Semiotus limatus Candèze, 1889
- Semiotus limbaticollis Candèze, 1857
- Semiotus linnei Guerin, 1844
- Semiotus luteipennis Guerin, 1838
- Semiotus macer Candèze, 1889
- Semiotus matilei Chassain, 2001
- Semiotus melanocephalus Schwarz, 1902
- Semiotus melleus Wells, 2007
- Semiotus morio Candèze, 1857
- Semiotus multifidus Candèze, 1874
- Semiotus nigriceps Candèze, 1857
- Semiotus nigricollis Candèze, 1857
- Semiotus nigrolineatus Schwarz, 1900
- Semiotus oranense Aranda, 2004
- Semiotus pallicornus Wells, 2007
- Semiotus pectitus Candèze, 1889
- Semiotus perangustus Wells, 2007
- Semiotus pilosus Wells, 2007
- Semiotus pulchellus Candèze, 1889
- Semiotus punctatostriatus Candèze, 1857
- Semiotus punctatus Candèze, 1857
- Semiotus quadricollis Kirsch, 1866
- Semiotus quadrivittis Steinheil, 1875
- Semiotus reaumuri Candèze, 1857
- Semiotus regalis Guerin, 1844
- Semiotus rileyi Wells, 2007
- Semiotus ruber Pjatakowa, 1941
- Semiotus rubricollis Wells, 2007
- Semiotus sanguinicollis Blanchard, 1843
- Semiotus sanguinolentus Candèze, 1900
- Semiotus schaumi Guerin, 1844
- Semiotus scitulus Candèze, 1864
- Semiotus seladonius Guerin-Meneville, 1844
- Semiotus singularis Kirsch, 1884
- Semiotus sommeri Candèze, 1857
- Semiotus spinosus Wells, 2007
- Semiotus splendidus Candèze, 1881
- Semiotus staudingeri Pjatakowa, 1941
- Semiotus stramineus Candèze, 1857
- Semiotus striatus Guerin, 1855
- Semiotus subvirescens Schwarz, 1904
- Semiotus superbus Kirsch, 1866
- Semiotus supplicans Kirsch, 1884
- Semiotus taeniatus Erichson, 1847
- Semiotus trilineatus Candèze, 1857
- Semiotus trinitensis Wells, 2007
- Semiotus triplehorni Wells, 2007
- Semiotus vicinus Fleutiaux, 1920
- Semiotus virescens Candèze, 1857
- Semiotus virgatus Erichson, 1847
- Semiotus woodi Wells, 2007
- Semiotus zonatus Candèze, 1874

## Hình ảnh

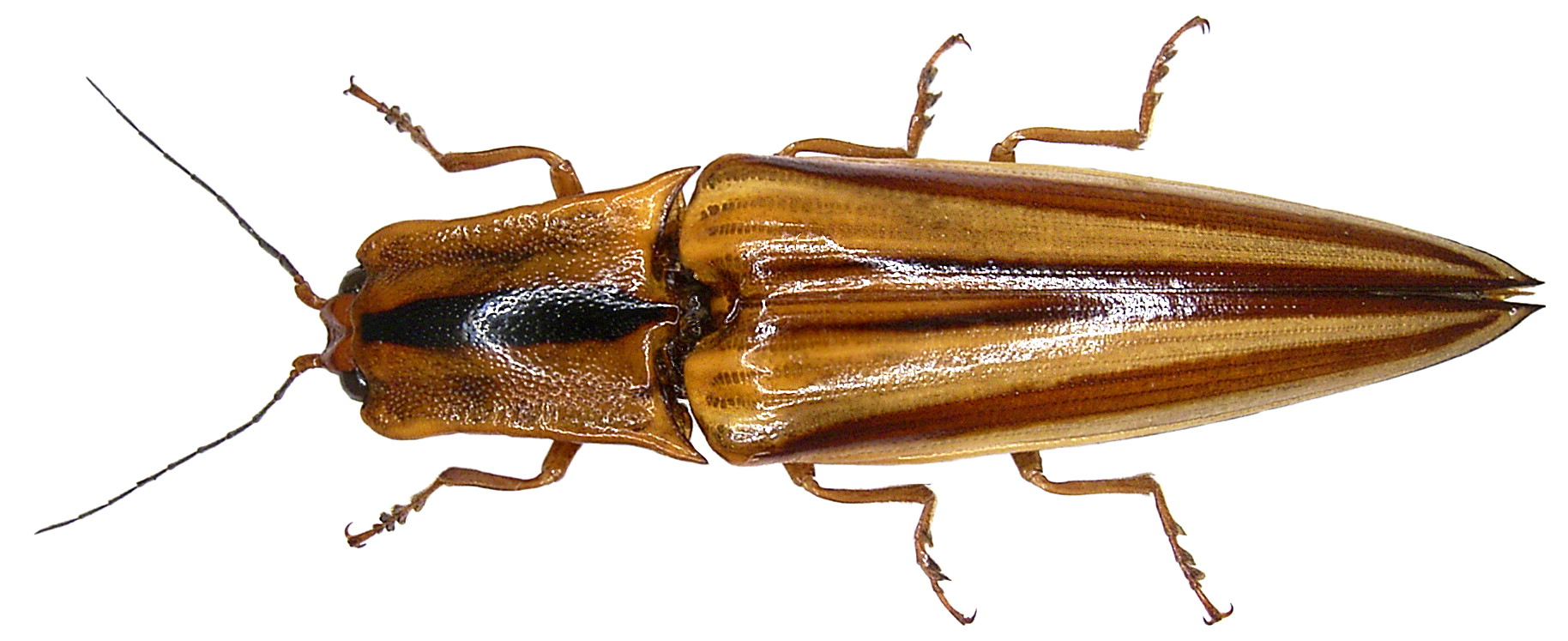